# Camponotus conspicuus
Camponotus conspicuus är en myrart som först beskrevs av Smith 1858.  Camponotus conspicuus ingår i släktet hästmyror, och familjen myror.

## Underarter
Arten delas in i följande underarter:
- C. c. conspicuus
- C. c. inaequalis
- C. c. sharpi
- C. c. williamsi
- C. c. zonatus